# Avrillé-les-Ponceaux
Avrillé-les-Ponceaux ist eine 475 Einwohner (Stand: 1. Januar 2022) zählende französische Gemeinde in der Region Centre-Val de Loire im Département Indre-et-Loire. Die Gemeinde gehört zum Arrondissement Chinon und zum Kanton Langeais. Die Einwohner werden Ponçivriens genannt.

## Lage
Avrillé-les-Ponceaux liegt etwa 30 Kilometer westlich von Tours. Das Gemeindegebiet wird vom Fluss Roumer durchquert. Umgeben wird Avrillé-les-Ponceaux von den Nachbargemeinden Hommes im Norden, Cléré-les-Pins im Nordosten, Mazières-de-Touraine im Osten, Langeais im Süden und Südosten, Les Essards im Süden sowie Continvoir im Westen.

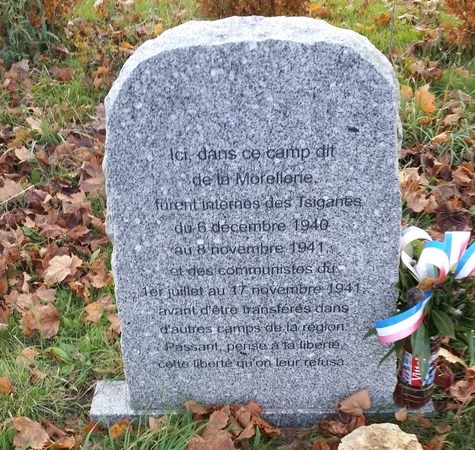
Gedenkstein aus dem Jahr 2008 zur Erinnerung an das Camp de la Morellerie

## Geschichte

### Camp de la Morellerie
Während auf der Webseite der Organisation AJPN - anonymes, Justes et persécutés durant la période nazie dans les communes de France (AJPN - Namenlose, Gerechte und Verfolgte während der NS-Zeit in den Gemeinden Frankreichs) pauschal davon die Rede ist, das wenige Kilometer von Avrillé-les-Ponceaux entfernte und in Richtung Continvoir gelegene Camp de la Mollerie habe von Oktober 1939 bis November 1941 Internierte Zigeuner aus Osteuropa, Spanien und Nordafrika und Kommunisten beherbergt, ergibt sich aus anderen Quellen ein differenzierteres Bild.
Für eine Belegung vor dem Dezember 1940 finden sich keine Hinweise. Die ab Dezember 1940 erfolgenden Internierungen waren Resultat einer in Frankreich lange Zeit verdrängten Geschichte – die der Ausgrenzung jener Menschen, die hier als Nomaden (Nomades), Zigeuner (Tsiganes) oder Manouches bezeichnet wurden und werden. Diese Ausgrenzung begann spätestens mit einem Gesetz von 1912, dem in der Zeit zwischen den beiden Weltkriegen weitere Verwaltungsmaßnahmen zur Reglementierung des Alltagslebens und zur Überwachung folgten.
Am 6. April 1940 verfügte Albert Lebrun, der Präsident der französischen Republik, in einem Dekret die Isolierung von Nomaden an besonderen Orten unter Polizeiaufsicht. Begründet wurde dies mit einem angeblichen Risiko, das in Kriegszeiten von „Nomaden“ ausgehe. Im Zuge des Vorrückens der deutschen Wehrmacht kam es dann in der zweiten Hälfte des Jahres 1940 zur Zwangsvertreibung der Sinti und Roma aus dem Elsass, und am 4. Oktober 1940 ordnete der Oberbefehlshaber des Heeres schließlich die zwangsweise „Überführung“ von Sinti und Roma in „Sammellager“ an.
Vor diesem Hintergrund entstand auch auf dem Gelände eines ehemaligen Bauernhofes das Camp de la Morellerie. Bei ihm handelte es sich um ein früheres Quartier afrikanischer Truppen, bestehend aus mit Asphaltpappe gedeckten Holzbaracken. Das Lager sei mit Stacheldraht umzäunt gewesen, die Hygienebedingungen in dem für 40 Personen ausgelegten Camp unzureichend.
Die Hauptgruppe im Lager, bewacht von 27 Gendarmen, stellten die vorwiegend aus der Region Bordeaux stammenden Sinti und Roma, die hauptsächlich in ihren Wagen lebten, das Gutshaus nicht betreten durften und während ihrer Internierung Landarbeiten verrichten mussten. Als Folge des Hitler-Stalin-Pakts wurden parallel dazu vom Vichy-Regime auch Kommunisten interniert. Zu ihnen gesellten sich am 1. Juli 1941 25 Kommunisten aus dem Camp de la Haute-Barde in Beaumont-la-Ronce, laut Fondation pour la mémoire de la déportation (FMD) ausschließlich oder überwiegend Frauen aus der besetzten Zone. Die Belegungssituation des Lagers stellt sich laut FMD wie folgt dar:
- Dezember 1940: 120 Sinti und Roma (begleitet von 60–70 Kindern)
- April 1941: 226 Sinti und Roma
- 30. Juni 1941: 210 Sinti und Roma
- 1. Juli 1941: 237 Sinti und Roma sowie 25 Kommunisten
- 10. Oktober 1941: 270 Nomaden Sinti und Roma sowie 21 Kommunisten

Am 31. Oktober 1941 wurden Schausteller (forains) in das Lager Montreuil-Bellay verlegt  und kommunistische Internierte und „Unerwünschten“ in das Lager Rouillé. Die letzten noch verbliebenen Sinti und Roma wurden am 8. November 1941 nach Montreuil-Bellay gebracht, während am 17. November 1941 etwa 30 Kommunisten, „Schwarzmarktler“ und „unerwünschten Personen“ nach Rouillé verbracht wurden. 5 internierte Kommunisten kamen frei, 5 weitere Internierte konnten ebenfalls das Lager verlassen, wurden aber unter Hausarrest gestellt. Die Geschichte des Internierungslagers Camp de la Morellerie war damit beendet.
Am 14. Januar 2008 wurde in Avrillé-les-Ponceaux ein Gedenkstein enthüllt, der die Inschrift trägt:

„Hier, in diesem so genannten Lager / La Morellerie, / wurden Sinti und Roma / vom 6. Dezember 1940 bis zum 8. November 1941 und / Kommunisten vom / 1. Juli bis zum 17. November 1941 interniert, / bevor sie in / andere Lager in der Region verlegt wurden. / Passant, denke an deine Freiheit, / diese Freiheit, die ihnen verweigert wurde.

Ici, dans ce camp dit / de La Morellerie, / furent internés des Tsiganes / du 6 décembre 1940 au 8 novembre 1941, / et des communistes du / 1er juillet au 17 novembre 1941, / avant d’être transférés dans / d’autres camps de la région. / Passant, pense à ta liberté, / cette liberté qu’on leur refusa.“

2018 wurde ein neuer Gedenkstein an das Camp de la Morellerie eingeweiht, da der alte einige Ungenauigkeiten enthalten habe, die aufgrund von Nachforschungen nun hätten aktualisiert werden können.

## Bevölkerungsentwicklung
| Jahr                      | 1962 | 1968 | 1975 | 1982 | 1990 | 1999 | 2006 | 2013 |
| Einwohner                 | 561  | 512  | 438  | 372  | 366  | 384  | 446  | 473  |
| Quelle: Cassini und INSEE |      |      |      |      |      |      |      |      |

## Sehenswürdigkeiten
- Kirche Saint-Aubin
- Kirche Saint-Symphorien, Monument historique

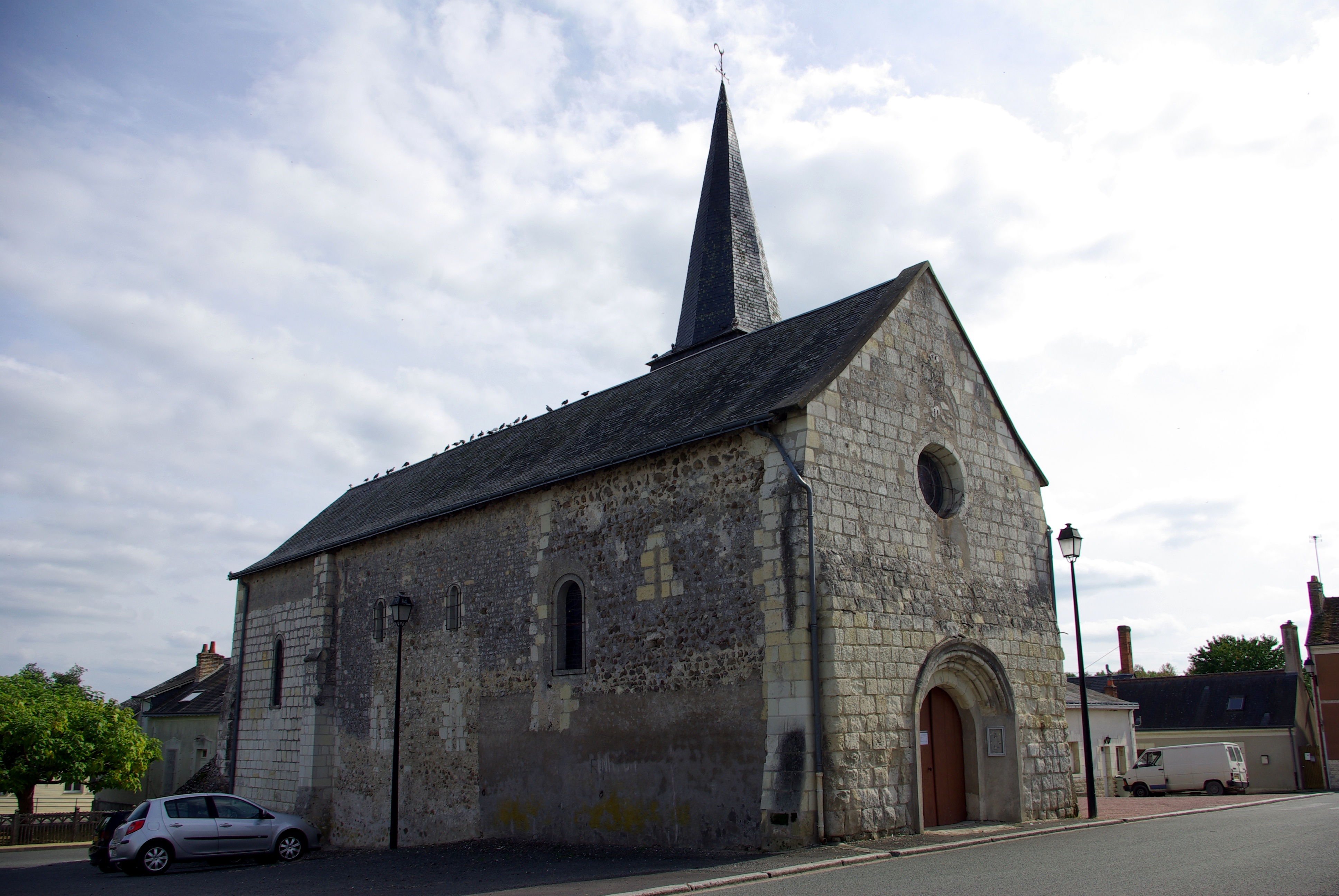
Kirche Saint-Aubin
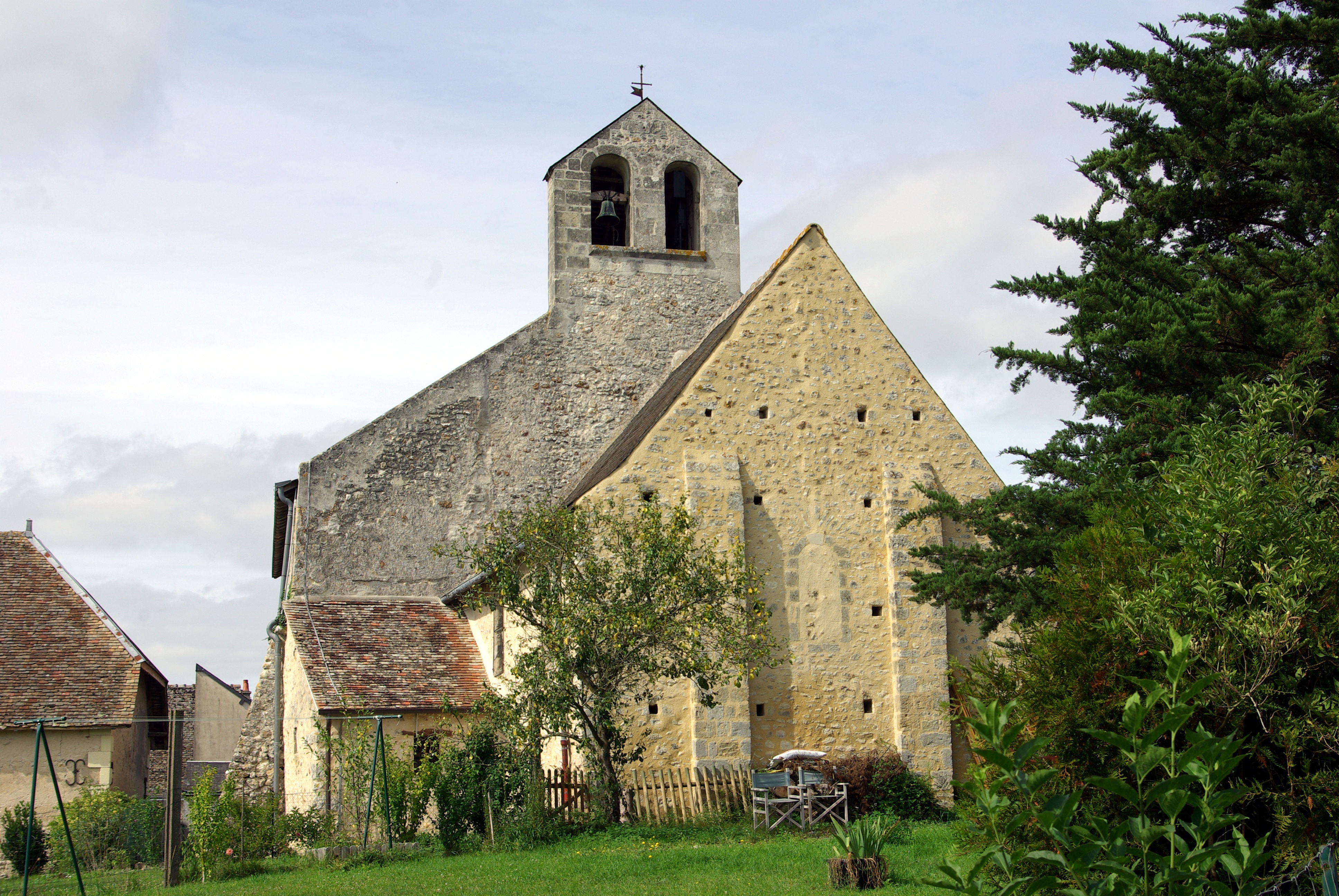
Kirche Saint-Symphorien